# Voo Aerolíneas Argentinas 707
O Voo Aerolíneas Argentinas 707 era uma linha aérea internacional que ligava Assunção, no Paraguai, a Buenos Aires na Argentina, através de escalas em diversas cidades argentinas. No dia 4 de fevereiro de 1970, um Avro 748 que cobria essa linha aérea caiu nas proximidades de Loma Alta, Argentina, após enfrentar condições de tempo severas. O acidente causaria a morte de todos os seus 37 ocupantes.

## Aeronave
O Avro 748 seria desenvolvido no final dos anos 1950 para substituir os Douglas DC-3 até então utilizados em centenas de companhias aéreas do mundo.
A Aerolíneas Argentinas havia estudado diversas opções para substituir sua frota de DC-3 que estava ficando envelhecida. No final dos anos 1950, a empresa chegou a firmar um contrato com a Fairchild, que previa a aquisição de 10 Fairchild F-27. Após uma troca na direção da companhia aérea, a aquisição seria desfeita. A Aerolíneas decidiu adquirir 9 aeronaves britânicas Avro 748 (com opção de compra de mais 5), sendo a primeira companhia estrangeira a firmar contrato de aquisição dessa aeronave. A Avro vinha enfrentando dificuldades técnicas com o novo modelo 748. Essas dificuldades atrasariam a entrega das aeronaves à empresa argentina.
A Aerolíneas Argentinas receberia seu primeiro Avro em 18 de janeiro de 1962. A aeronave acidentada foi a primeira recebida, tendo recebido o prefixo LV-HGW e seria batizada Ciudad de Bahía Blanca. O Avro 748 prestaria serviços na empresa argentina até 1977, quando as duas últimas aeronaves restantes do lote inicial de 12 seriam vendidas a empresa britânica Dan Air. Os Avro 748 seriam batizados pelas Aeronalíneas com o nome de cidades sul americanas.

## Acidente
Decolando do aeroporto Aeroporto Internacional Silvio Pettirossi em Assunção, o Avro 748 prefixo LV-HGW daria início ao Voo Aerolíneas Argentinas 707. Após chegar em sua primeira escala em Formosa, a aeronave foi reabastecida e decolou às 23h45 min (GMT) para a segunda escala em Corrientes. Nesse trecho havia mau tempo, castigando o Avro 748 que voava a 3500 m de altitude. Após entrar em uma Cumulonimbus, a aeronave perderia o controle, mergulhando a 45º rumo ao solo a uma velocidade de cerca de 400 km/h. O choque com o solo desintegraria imediatamente a aeronave e não deixaria sobreviventes, espalhando seus destroços num raio de dezenas de metros.

## Investigações
Durante as investigações, seria comprovado que a aeronave caiu após enfrentar condições climáticas adversas (previamente conhecidas pela tripulação através de boletins climáticos) que acabariam por induzir o piloto a realizar manobras arriscadas para manter a aeronave voando até perder o controle da mesma. Nunca seriam esclarecidos os motivos que levariam a tripulação a manter a rota original, que passaria sob a tempestade, ao invés de adotar rota diferente.